# Periodiek systeem/Golffuncties

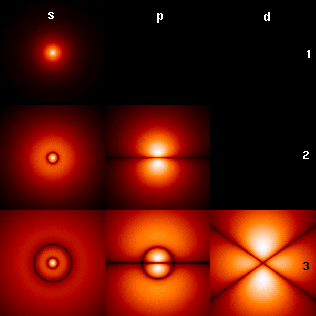
Orbitalen in een waterstofatoom: 1s, 2s, 2p, 3s, 3p, 3d

De banen van de elektronen worden beschreven door wiskundige formules: de golffuncties.
De golfbenadering van de kwantummechanica gaat uit van het idee dat golven en deeltjes twee verschijningsvormen van hetzelfde fenomeen zijn. Aan een deeltje met massa m en snelheid v wordt een golflengte toegekend van λ = h/mv. Het deeltje heeft dus ook eigenschappen die kenmerkend voor een golf zijn.
Dit heeft belangrijke gevolgen voor de opbouw van een atoom. Wanneer een golfbeweging ingevangen wordt in een beperkte ruimte, bijvoorbeeld een trilling op een snaar van een gitaar of in de luchtkolom van een fluit, ontstaat er altijd een beperkt aantal staande trillingswijzen. Deze worden meestal harmonischen genoemd. Ook op het trillingsvlies van een trom zijn maar een beperkt aantal trillingswijzen mogelijk met een bepaald patroon van buiken en knopen. Als een elektron met zijn negatieve lading ingevangen wordt rond de positieve kern gebeurt in feite hetzelfde. Het elektron kan kiezen uit een beperkt aantal trillingswijzen. Deze kunnen beschreven worden met golffuncties, die gerangschikt worden naar hun patroon van buiken en knopen:
- s functies zijn bolvormig zonder horizontaal of verticaal knoopvlak
- p functies hebben één horizontaal of verticaal knoopvlak
- d functies hebben twee knoopvlakken die loodrecht op elkaar staan
- f functies hebben drie loodrecht op elkaar staande knoopvlakken

(Er zijn nog hogere functies die met g,h,i,j, enz aangegeven worden, maar zij zijn minder belangrijk voor de atoomopbouw.)
Ook s-functies kunnen knopen hebben maar zij zijn bolvormig in plaats van vlak, zoals de schillen van een ui. Zo heeft de 1s functie geen knoopvlak, 2s  één, 3s twee, 4s drie, in het algemeen ns heeft er n-1. Dit is vergelijkbaar met de boventonen op een snaar. Het getal n in ns wordt het hoofdkwantumgetal genoemd.
Een p-functie is pas mogelijk vanaf n=2, een d-functie vanaf n=3 enz. Dit betekent dat de volgende golffuncties beschikbaar zijn.:
| 1s   |    |    |    |
| 2s   | 2p |    |    |
| 3s   | 3p | 3d |    |
| 4s   | 4p | 4d | 4f |
| enz. |    |    |    |

Er is maar één 4s functie, maar drie 4p's, vijf 4d's, zeven 4f's enzovoorts.
Elektronen zijn fermionen, dit zijn deeltjes met een halftallige spin, die de eigenschappen hebben dat er altijd maar één deeltje dezelfde totale golffunctie kan bezitten. De spin van een elektron is s=1/2 en dat betekent dat het elektron in twee spintoestanden kan voorkomen: spin op en spin neer. Omdat dit de totale golffunctie verschillend maakt, passen er twee elektronen in één trillingswijze rond de kern van het atoom. Dat wil zeggen dat er bijvoorbeeld 2*7 =14 elektronen in de 4f functies passen.
Op zich kunnen elektronen zich op vele wijzen over de beschikbare golffuncties van een atoom verdelen. Bijvoorbeeld een lithium atoom heeft drie elektronen. Zij zouden bijvoorbeeld in een 1s, een 2p en een 4f functie kunnen zitten. Die elektronenconfiguratie zou dan geschreven worden als 1s12p14f1. Echter deze verdeling is niet de verdeling die de laagste energie heeft. Dat is de configuratie 1s22s1, waarin twee elektronen in de 1s functie zitten (met tegengestelde spin!) en één in de 2s functie. Deze toestand wordt de grondtoestand genoemd. Enige andere configuratie is een aangeslagen toestand die spontaan onder uitzending van zijn overtollige energie in de vorm van een foton zal terugvallen naar de grondtoestand. Meestal duurt dat maar frakties van een seconde. Meestal hebben we dus te maken met de configuratie van de grondtoestand.
De elektronenconfiguratie (van de grondtoestand) bepaalt in grote mate de chemische eigenschappen van het atoom. Het periodiek systeem weerspiegelt de manier waarop de golffuncties worden opgevuld  met toenemend atoomnummer, dat wil zeggen met toenemen van het aantal elektronen in de wolk rond de kern. Meestal zijn alleen de buitenste paar elektronen betrokken bij de chemische eigenschappen van het element. Daarom wordt de configuratie meestal vereenvoudigd geschreven door de binnenelektronen weer te geven in de vorm van het dichtstbijzijnde edelgas onder het element. Bijvoorbeeld voor natrium kunnen we voluit schrijven: 1s22s22p63s1, maar meestal worden de volle binnenschillen  1s22s22p6 afgekort als het element dat deze configuratie heeft (neon) en schrijft men [Ne]3s1.